# スタディノート
スタディノートは、学校内LANを利用した教育用のグループウェアである。 日本科学教育学会で「平成15年度科学教育実践賞」を受賞。
- 作成者
- 利用者 小学校低学年から中学校までの授業で使われている。
  - 対象授業 教科学習、総合学習、学級活動など

## 特徴
- 作成したデジタルノートを電子メール、電子掲示板、データベースで使うことができる。
- ソフトウエアの操作練習時間が要らないので比較的簡単に使える。

## 参考図書
- 『生きる力を育てるデジタルポートフォリオ学習と評価』余田義彦 編著 高陵社書店 ISBN 4771100314